# 美國選舉人團制度
美國選舉人團（英語：Electoral College）又稱美國選舉人、美國選舉團、選舉人制度或選舉人票，是美国总统选舉的方式，是一種間接選舉，旨在選出美国总统和副總統。根據《美國憲法》及《美國憲法修正案》，美國各州公民先選出該州選舉人，再由選舉人代表該州投票，所以美國總統並非直接由公民決定的直接選舉和普遍選舉，原因在於美國為聯邦制國家，制憲會議元老考慮到美國各州自治性，採取選舉人團保障各州權益。
現時美國共設有538個選舉人團席次，即美國議會议员數目加上华盛顿特区三個席次。

## 制度
- 一個州为一个选举人团单位。各州的选举人数即该州在参众议员总人数。例如：紐約州有2位參議員與27位眾議員，所以共有29張選舉人票[2]。目前共538名選舉人，比照100位參議員與435位眾議員的結構，外加首都華盛頓特區特有的3張選舉人票。各州當中以加利福尼亚州选举人票最多，达54张；得克萨斯州40张，佛罗里达州30张，纽约州28张；而阿拉斯加、特拉华、怀俄明等州最少，只有3张。
- 1961年批准的第二十三条宪法修正案给予华盛顿特区选举权，同时规定特区所拥有的选举人票数不得超过人口最少之州的选举人票数（即3人），因此华盛顿特區所拥有的选举人至今为3人。
- 缅因州和内布拉斯加州两个州是采用众议员选区方式，亦即在每个众议员选区的总统选举获胜者各获得一张选举人票（可看作是众议院选票，一个选区只有一位众议员所以只有一张选票），在全州总统选举获胜者获得剩下的两张选举人票（可看作是参议院选票，每个州都只有两位参议员所以只有两张选票）。从而达到选票分散的目的。以2016年美國總統選舉為例，在緬因州，共和黨總統候選人唐納·川普於該州第二國會選區勝出，並從該州4張選舉人票中贏得1票。其余48个州和哥伦比亚特区均实行“胜者全得制”（Winner-take-all），即把本州的选举人票全部给予在该州获得相对多数普选票的总统候选人。
- 如果所有候选人都未能获得半数以上的选举人票，则由众议院从得票最多的前三名候选人中选出总统。1824年，约翰·昆西·亚当斯即在此种情况下由众议院投票选举为总统。

## 选出方式
“總選票制”（General ticket system；Unified ticket system）:
美國總統選舉時，選民直接投票選舉總統的選舉人，然後在選舉人票制度的基礎上進行計票。計票採取「勝者全得制」的原則，各州選舉人票之和，即為該候選人最終獲得的總選舉人票。總選舉人票超過半數（即270張）就可當選。
一个典型的选举程序如下：
- 各党派推出自己的总统、副总统候选人，並在各州注册。
- 各党派在各州推出自己的选举人，在選票上不會記名，另外現任州長、中央地方的參眾議員以及有前科紀錄的更生人都不得推舉為选举人。
- 在选举日进行普选，計算各黨選舉人之總票數，确定各州获胜者。
- 在各州获胜者所屬党派推出的选举人成为该州选举人團（一般遵行「勝者全得制」，只有内布拉斯加和缅因两州稍有不同）。
- 各州选举人在各州首府集会投票选举总统和副总统。

各州通常都会要求选举人宣誓保证将票投给他所屬党派推出的候选人（也就是在本州普选中获胜的候选人），绝大多数选举人必須根據該州的選舉結果，全數投給勝出該州的總統及副總統候選人。

## 历史

### 制度的诞生
在1787年的制宪会议上，争议的焦点之一就是如何选举总统。不过当时还没有“总统”（President）的提法，会议初期提出的弗吉尼亚方案和新泽西方案以及后来的讨论和各项决议中，都只是使用“行政官”（Executive）的一般措辞，直到最后由莫里斯起草宪法文稿时，才采用President的头衔来称呼新政府的首长。行政官的选举方式，在制宪会议上主要有四种方案：由国会选举，由各州州长选举，由全国人民直选，由选举团选举。
由各州州长选举和由人民直接选举的方式一开始就遭到较多的反对，选举方式于是只能从国会选举和选举团选举中选择，其中国会选举的方式在一开始就占上风。制宪代表谢尔曼先生的意见很有代表性，“由国会选举，并且要行政官绝对依赖议会，因为行政要做的事，就是执行议会的意志”，“世上若有所谓暴政，其实质就是行政独立于最高立法部门”。但到7月17日讨论议会对行政官的弹劾罢免权时，由国会选举的方式引发相当的争议。莫里斯、威尔逊、麦迪逊等人认为行政必须与议会分开，“如果行政官既由议会选举，又由议会罢免，行政官不过是议会的产物”，因此，他们主张让行政官摆脱对议会的依赖，因而反对由议会选举行政官。经过麦迪逊等人的反复说明和辩论，会议代表们最后接受他们的意见。大部分制宪代表认为：一是由人民直接选举总统极其困难，因为国家幅员辽阔而当时的交通又不便，况且南北方的差别较大，人民不能全面了解情况，容易受少数阴谋家的操纵。二是立法、行政、司法三权应该相互独立，相互制约，所以总统不应受到国会的控制，不应由国会选举产生，“行政官的选举应该交给别的源泉”，而用选举人替代人民大众选举行政官，才能最有效地绕过这些弊端。最后，制宪代表们达成妥协，采纳选举人团的方案。同时对于选举人产生的方式代表们的意见还存在分歧，于是就这个问题暂时搁置起来，留给各州议会自行决定。

### “胜者全得制”的形成

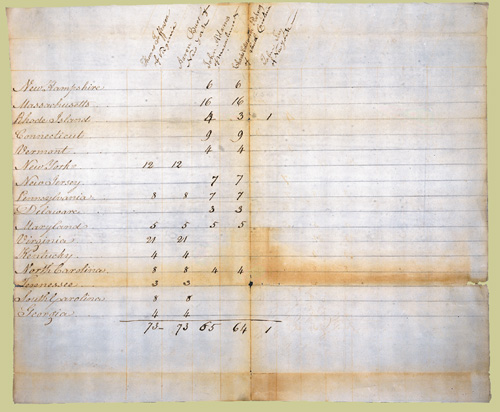
1801年2月11日美国大选选举人票统计记录

美国选举团制度的特别之处还在于，除了缅因和内布拉斯加两个州外，其余48个州和華盛頓特区均实行“胜者全得制”（又稱「贏家通吃制」，the winner-takes-all System），即把本州的选举人票全部给予在该州获得相对多数普选票的总统候选人。其实这种“胜者全得”制度并非一开始就确立，它的形成源于1800年美国总统选举。这次选举中，政党登上美国政治舞台的中心。
美国在建国之初，不管是华盛顿还是杰斐逊等建國之父都是反对政党競争的，但是后来由于政见不同，汉密尔顿、亚当斯等人和杰斐逊交恶。1792年杰斐逊辞去国务卿之职，着手组建民主共和黨。在1800年美国总统选举中，杰斐逊及其搭档伯尔胜出，亚当斯落败，可由于当时宪法并没有规定选举团分别投票选出总统和副总统，而是各位选举人每人笼统投出两票，导致杰斐逊与伯尔两人票数相同。后在众议院的复选中，经过多轮选举杰斐逊未达当选票数，最后在汉密尔顿的劝说下，联邦党的支持者转为支持杰斐逊才最终选出总统。
1800年美国总统选举直接导致宪法第十二修正案对总统选举制度的补充。修正案改变每个选举人投两票，改成投一票给总统，另外投一票给副总统。同时这次修正案在没有明文出现“政党”（party）字眼的情况下正式承认政党的合法活动地位。自此以后，总统和副总统的候选人开始在政党组织下搭配竞选。政党在全国范围内推出自己的总统候选人，相应在各州推出自己的选举人团。1824年美国总统选举后，大选举团的选举人都是由全州民众选举产生的，民众投票以前都知道什么选举人将会投什么总统候选人的票。现在，虽然选票上直接印的是总统候选人名字，但50个州及华盛顿特区的选民在投票时，实际上还是选择所在州的选举人团。获胜的选举人团在12月的一天就代表该州投票选总统，一般都选勝出該州的总统候选人。值得说明的是，各州的总统选举人在当选前一般都需向选民承诺支持某党的总统候选人，但在实际投票时，仍出现少数“失信选举人”现象。
“胜者全得”制度实际上是以各州选举的相对多数制为基础的。由于政党组织竞选和各州普选选举团，这样即使民众在开始投票的时候比较分散，但只需一党获得相对多数就可赢得本州的全部选举人票，因此大选举团在各州首府正式选举总统时，获胜的总统候选人支持率一般都能超过半数，这也有效解决总统选举时的票数分布分散的问题。在历届总统竞选中，人口较多的州由于众议员较多，选举人票也就较多，就成为候选人竞争非常激烈的地区；同样，由于“胜者全得”的制度，小州至少也有三张选举人票，总统候选人也不敢忽视。大选举团的设置使得当选总统所得到的支持在地域上的分布比较平衡，用来弥补由于人口密度和分布的不均衡而造成的地域上的不平衡，这一点在客观上对于幅员辽阔、各方面差距很大的联邦制国家是十分重要的。

## 各州选举人票数
根据联邦宪法的规定，美国人口调查局每10年会进行一次人口普查，其结果将决定各州选举人票的数量。美国进行的最近的一次人口普查是在2020年，根据其结果，美国各州的选举人票数如下：
| 州名         | 选举人票数 | 州名         | 选举人票数 | 州名         | 选举人票数 | 州名               | 选举人票数 |
| ------------ | ---------- | ------------ | ---------- | ------------ | ---------- | ------------------ | ---------- |
| 阿拉巴马州   | 9          | 印第安纳州   | 11         | 内布拉斯加州 | 5**        | 南卡罗莱纳州       | 9          |
| 阿拉斯加州   | 3          | 艾奥瓦州     | 6          | 内华达州     | 6          | 南达科他州         | 3          |
| 亚利桑那州   | 11         | 堪萨斯州     | 6          | 新罕布什尔州 | 4          | 田纳西州           | 11         |
| 阿肯色州     | 6          | 肯塔基州     | 8          | 新泽西州     | 14         | 德克萨斯州         | 40（+2）   |
| 加利福尼亚州 | 54（-1）   | 路易斯安纳州 | 8          | 新墨西哥州   | 5          | 犹他州             | 6          |
| 科罗拉多州   | 10（+1）   | 缅因州       | 4**        | 纽约州       | 28（-1）   | 佛蒙特州           | 3          |
| 康涅狄格州   | 7          | 马里兰州     | 10         | 北卡罗莱纳州 | 16（+1）   | 弗吉尼亚州         | 13         |
| 特拉华州     | 3          | 马萨诸塞州   | 11         | 北达科他州   | 3          | 华盛顿州           | 12         |
| 佛罗里达州   | 30（+1）   | 密歇根州     | 15（-1）   | 俄亥俄州     | 17（-1）   | 西弗吉尼亚州       | 4（-1）    |
| 乔治亚州     | 16         | 明尼苏达州   | 10         | 奥克拉荷马州 | 7          | 威斯康辛州         | 10         |
| 夏威夷州     | 4          | 密西西比州   | 6          | 俄勒冈州     | 8（+1）    | 怀俄明州           | 3          |
| 爱达荷州     | 4          | 密苏里州     | 10         | 宾夕凡尼亚州 | 19（-1）   | 華盛頓哥倫比亞特區 | 3          |
| 伊利诺伊州   | 19（-1）   | 蒙大拿州     | 4（+1）    | 罗德岛州     | 4          | 总数               | 538        |

** 缅因和内布拉斯加两个州是采用众议员选区方式（在每个众议员选区的总统选举获胜者各获得一张选举人票，在全州总统选举获胜者获得剩下的两张选举人票）
*** 括号内数字是与2010年普查结果的对比，数字变动均为众议员席位，因宪法规定各州参议员数量固定为2席。

## 争议
美国总统选举所采取的选举人团制度是美國獨立以來的選舉制度，一直有效運作。但是也有正反意見存在：
其支持者的观点有：
- 选举团制度有助让小州增加它們在選舉中的影響力，可以更好照顾小州和偏远地区的利益，巩固联邦。
- 保证州选票的相对独立性
- 方便计票，可以提早得出选举结果。
- 在候选人选票接近时便于对争议地区复查。
- 有观点认为选举团选举使候選人只注意搖擺州的選情，其實每個州均有成為搖擺州的時候，如深藍州份加州在1976年及1988年亦為搖擺州份；而且所謂「鐵票州」亦未必一定投予預期之中的候選人，如在2000年美國總統選舉中，小布什意外扭轉了原先被視為民主黨鐵票州的西維吉尼亞州從而贏得整場總統選舉。
- 有观点认为选举团选举并非不民主，只是以各州为计票单位后全国相加，不能简单谓其不民主。
- 有观点认为选举团选举有機會使普選得票較低之候選人勝出，其實不同州份對於選民及選民資格（如犯人投票權、廢票標準）等各異，若將各州所有普選票統一計算，未必公平。
- 一方面具有民主的功能，另一方面又实现控制，不仅能照顾到大多数人民的利益，更体现对小州人民的尊重和关心，同時可維護地域平衡影響力，尤其是南部州份。
- 選舉人團以州的選舉人為計算單位，可保障小州權益，避免大州長期取得較多普選票可控制全國政局。
- 就强化两党制缺點而言，如果兩黨都不支持，可以投其他候選人。而且選舉人團制度有助鼓勵各地區政治勢力結盟爭取最大支持，有助政局穩定。
- 在21世纪改变此制度需要修改憲法，修改憲法需要國會兩院三分之二及州議會四分之三支持，因此仍然有一定困难，即使改為普選，候選人僅靠相對多數支持選出，未必反映民意。
- 增加選舉舞弊的難度，因為舞弊者需在「正確的州份」舞弊才有可能扭轉結果（若舞弊而生的「票數」不及前兩者之間的選票差距，即未能扭轉一州形勢，變相使弊未能發揮應有之效）。

其反对者的观点有：
- 违背选举「多数决原則」：
  - 普選票較多未必能當選總統。歷史上曾多次發生這種情況，例如1824年的約翰·昆西·亞當斯、1876年的拉瑟福德·B·海斯、1888年的本杰明·哈里森、2000年的乔治·W·布什、2016年的唐纳德·川普等當選人，其普選票都少於對手（除1824年之外，皆為共和黨贏得選舉）。就算在這種情況下「驗票」也不容易翻盤，因為美國過去27次驗票中只有3次翻盤。
  - 因為會违背选举「多数决」原则，所以可能會因為部分總統的爭議政策，間接產生美國甚至全球性的社會問題。例如布什因為2003年的伊拉克戰爭，川普因為2018年與其他國家的貿易爭執。
- 无人赢得选举人票的绝对多数时，将由众议院按每州一票选出总统，不仅忽视民意，也会产生幕后交易问题，如1824年的總統选举。
- 违反「一人一票、每票平等」的原则，大小州选民的票值不等。例如，在阿拉斯加州，每张选举人票代表着11萬2,000人，而在纽约州是40萬4,000人（依据1990年的数据），到現今懷俄明對德克薩斯也差不多的情況。
- 選舉人不能代表該州的全部選民，如候選人在該州僅取得相對多數的普選票，但在勝者全取下，候選人可全取所有選舉人票。歷史上曾多次發生這種情況，選舉人票及普通選舉票差距甚大，例如1972年的理查·尼克森（61%普選票；520張選舉人票(97%)）、1984年的羅納德·雷根（59%普選票；525張選舉人票(98%)）；或僅取得相對多數的普選票，但藉由選舉人票勝出，如比爾·克林頓在1992年（43%普選票；370張選舉人票(69%)）。
- 選舉人可以不按照該州選民的意願去投票，即失信選舉人 ，這在過去選舉中亦曾發生，但不曾改變選舉結果。同时容易产生通过威胁、收买选举人实现作票。
- 强化两党制，实际上限制选民的选择权
  - 不少選民在投票前已知道該州的選舉結果，例如民主黨在其票倉加利福尼亞州必定勝出，而共和黨在其票倉得克薩斯州亦必定勝出，因此放棄投票，影響投票率（除了認真求翻盤或現執政州政府表現不好外，也因此美國總統投票率只介於49%至62%之間，其他國家則介於60%到85%之間），兩黨候選人均只须集中在搖擺州拉票，不用顧及所有州，這仍会令部分州（大州以外）的权益受损。
  - 美國有史以來，除了第一任總統乔治·华盛顿之外，獨立候選人從未當選過總統。
  - 另外眾院選區不當劃分也影響不小投票率。美國企業也會鼓勵員工參加期中選舉投票。
- 选举团制度是针对18世纪的问题，當時美國只有13個州，制度當時只是為了平衡南北各州利益，但已经不适应21世纪的需要，过时就需要修改，甚至廢除。
- 增加選舉舞弊的風險，因為只要能夠在搖擺州做票就可以影響結果，如果換成普通選舉則必須在大部分地區進行才有效果。有人认为2020年美国大选存在这种形式的舞弊，但也有不少人不认同这一说法。
- 失信選舉人一直未有明確的處罰。
- 可能由於州界的微小變化而導致重大的結果變化，例如根據數學家凱文·海耶斯·威爾森的計算，若將賓夕法尼亞州的特拉華縣移至特拉華州，將喬治亞州的查塔姆縣移至南卡羅來納州，將新墨西哥州的阿帕奇縣移至亞利桑那州，將使川普在2020年美國總統選舉贏得三個搖擺州而翻盤，以278對260票勝選。[5]

依照美国国会研究人员的统计，截至2000年12月共有1,028份建议修改或廢除选举人团制度的国会议案，几乎占據修宪案的十分之一，而最早的提案还可以追溯到第一届国会。
然而选举人团制度是維護美国共和制、联邦制和分权制衡原则结合的产物，同时也是多种利益间妥协与协调的结果，而且已成为维护两党制的重要工具，尽管存在着自身难以克服的缺陷与弊端，但也并非完全没有合理性。

## 廢除計劃

### 憲法修正案
1969年—1971年的國會會期曾就廢除選舉人團推動憲法修正案。由於1968年美國總統選舉是當時歷來最接近的一次，理查·尼克森只以不到0.5%的普選票勝出，但凭借選舉人團勝出，一項蓋洛普民意測驗表明，高達81%的美國人希望由自己而非選舉人團來決定誰當總統。此後十年間，有關廢除選舉人團制度的主張開始進入國會辯論。

### 卡特提案
時任總統卡特在1977年3月22日給國會寫改革信，其中還包括他基本上廢除選舉團的表達。

### 柯恩提案
2017年1月5日，眾議員史蒂夫·科恩提出一項聯合決議，欲提出一項憲法修正案取代選舉團的正副總統選舉。但與之前在1970年代的Bayh-Celler修正案40％的門檻不同，科恩的提議只要求候選人選出“最多票數”就可通過。